# ليوبولدو موراليس
ليوبولدو موراليس (بالإسبانية: Leopoldo Morales)‏ (6 مارس 1990 في المكسيك - ) هو لاعب كرة قدم مكسيكي في مركز الهجوم. لعب مع تايجرز أونال وOrange County SC ‏ وFort Lauderdale Strikers (2006–2016) ‏.

## وصلات خارجية
- ليوبولدو موراليس على موقع قاعدة بيانات كرة القدم.إي يو (الإنجليزية)